# NGC 3987
NGC 3987 (другие обозначения — UGC 6928, MCG 4-28-99, ZWG 127.110, IRAS11547+2528, PGC 37591) — спиральная галактика (Sb) в созвездии Лев.
Этот объект входит в число перечисленных в оригинальной редакции «Нового общего каталога».

## Описание
В галактике вспыхнула сверхновая SN 2001V типа Iа. Её пиковая видимая звёздная величина составила 16. Помимо NGC 3987 в группу также входят NGC 4000, NGC 4007, NGC 4018 и NGC 4022.
Галактика NGC 3987 входит в состав группы галактик NGC 4007. Помимо NGC 3987 в группу также входят NGC 3997, NGC 4007, NGC 4015 и NGC 4022. «Исследование 2001 года с использованием радиотелескопа Аресибо показывает, что группа галактик NGC 3987 погружена в облако нейтрального водорода со сложной структурой, которое может включать протяжённые приливные обломки».